# Sapittelmolen
De Sapittelmolen (ook Sapitelmeulen of Kapittelmolen) is een watermolen op de Demer, gelegen aan Molenstraat 24 te Diepenbeek.
Deze onderslagmolen fungeerde als korenmolen.

## Geschiedenis
Een document uit 1272 maakt reeds melding van een molen op deze plaats. Oorspronkelijk was hier sprake van de Middelmolen, daar hij gelegen was tussen twee andere watermolens. Later werd hij een banmolen van het Sint-Lambertuskapittel te Luik en stond hij te boek als kapittelmolen, wat later verbasterd werd tot sapittelmolen. De huidige inrijpoort en dwarsschuur stammen uit 1740, het molenaarshuis uit 1951. Enkele bedrijfsgebouwen zijn eind-19e-eeuws.
In 1940 brandde de molen, ten gevolge van oorlogshandelingen, uit. Ze werd hersteld, maar in plaats van houten vloeren, werden nu betonnen vloeren aangebracht. Nadat de Demer was omgelegd werden de molenstenen door een elektromotor aangedreven, en dat duurde tot begin jaren 80 van de 20e eeuw, toen het bedrijf werd stilgelegd.
Het waterrad, hoewel nog aanwezig, staat droog. Een koppel molenstenen is nog aanwezig, maar de steenkist ontbreekt. In 1983 werd de molen en omgeving tot beschermd dorpsgezicht verklaard, en in 2005 tot monument. 
Na renovatie door de eigenaars werd de Sapittelmolen in 2025 een tehuis voor 14 volwassenen met mentale beperking van de vzw Tandem in Diepenbeek.